# 709. grenadirski polk (Wehrmacht)
709. grenadirski polk (izvirno nemško 709. Grenadier-Regiment; kratica 709. GR) je bila začasna oznaka za okrepljeni IV. bataljon 31. padalskega polka, ki je bil nameščen v trdnjavi Hoek van Holland.